# Женская Лига чемпионов ЕКВ 2002/2003
3-й розыгрыш женской Лиги чемпионов ЕКВ (43-й с учётом Кубка европейских чемпионов) проходил с 4 декабря 2002 по 16 марта 2003 года с участием 16 клубных команд из 11 стран-членов Европейской конфедерации волейбола. Финальный этап был проведён в Пиле (Польша). Победителем турнира во 2-й раз подряд стал французский «Расинг Клуб де Канн» (Канны).

## Система квалификации
Все страны-участницы предыдущей Лиги чемпионов сохранили своё количественное представительство и в розыгрыше 2002—2003 годов. Таким образом были распределены 12 мест из 16-ти. При этом по две команды получили возможность заявить Италия, Испания и Турция, по одной — Россия, Франция, Польша, Словения, Хорватия и Германия. Ещё 4 места в Лиге по спецприглашению (wild card) ЕКВ получили Югославия, Азербайджан, Венгрия и Болгария. После отказа от участия команд из Германии и Словении вакантные места по решению ЕКВ достались Польше и Югославии.

## Команды-участницы
| Страна      | Команда                          |                                                            |
| ----------- | -------------------------------- | ---------------------------------------------------------- |
| Италия      | «Фоппапедретти» (Бергамо)        | Чемпион Италии 2002                                        |
| Италия      | «Асистел Воллей» (Новара)        | Обладатель Кубка Италии 2002                               |
| Испания     | «Тенерифе Маричаль» (Ла-Лагуна)  | Чемпион Испании 2002                                       |
| Испания     | «Универсидад де Бургос» (Бургос) | По итогам розыгрыша Кубка королевы Испании 2002 (финалист) |
| Турция      | «Эджзаджибаши» (Стамбул)         | Чемпион Турции 2002                                        |
| Турция      | «Вакыфбанк Гюнеш» (Стамбул)      | 2-й призёр чемпионата Турции 2002                          |
| Югославия   | «Црвена Звезда» (Белград)        | Чемпион Югославии 2003                                     |
| Югославия   | «Единство» (Ужице)               | 2-й призёр чемпионата Югославии 2002                       |
| Польша      | «Нафта-Газ» (Пила)               | Чемпион Польши 2002                                        |
| Польша      | «Скра» (Варшава)                 | 2-й призёр чемпионата Польши 2002                          |
| Россия      | «Уралочка»-НТМК (Екатеринбург)   | Чемпион России 2002                                        |
| Франция     | «Расинг Клуб де Канн» (Канны)    | Чемпион Франции 2002                                       |
| Хорватия    | «Младост» (Загреб)               | Чемпион Хорватии 2002                                      |
| Азербайджан | «Азеррейл» (Баку)                | Сильнейшая команда Азербайджана                            |
| Венгрия     | «Ньиредьхаза» (Ньиредьхаза)      | Чемпион Венгрии 2002                                       |
| Хорватия    | «Левски-Сиконко» (София)         | Чемпион Болгарии 2002                                      |

## Система проведения розыгрыша
Соревнования состоят из предварительного этапа, плей-офф и финального этапа. На предварительном этапе 16 команд-участниц разбиты на 4 группы. В группах команды играют с разъездами в два круга. В плей-офф выходят команды, занявшие в группах 1—2 места.
8 команд-участниц плей-офф делятся на пары и проводят между собой по два матча с разъездами. Победителем пары выходит команда, одержавшая две победы. В случае равенства побед победителем пары становится команда, имеющая лучшее соотношение партий по итогам двух встреч.
Финальный этап проводится в формате «финала четырёх» — полуфинал и два финала (за 3-е и 1-е места). В нём принимают участие победители пар плей-офф.

## Предварительный этап
4.12.2002—21.01.2003

### Группа А
| М | Команда                      | 1       | 2       | 3       | 4       | И | В | П | С/П   | О  |
| - | ---------------------------- | ------- | ------- | ------- | ------- | - | - | - | ----- | -- |
| 1 | «Модена» .                   |         | 3:2     | 2:3 3:0 | 3:2 3:1 | 6 | 5 | 1 | 17:10 | 11 |
| 2 | «Уралочка»-НТМК Екатеринбург | 2:3     |         | 3:2 3:0 | 3:0     | 6 | 4 | 2 | 16:8  | 10 |
| 3 | «Азеррейл» Баку              | 3:2 0:3 | 2:3 0:3 |         | 3:1 3:0 | 6 | 3 | 3 | 11:12 | 9  |
| 4 | «Эджзаджибаши» Стамбул       | 2:3 1:3 | 0:3     | 1:3 0:3 |         | 6 | 0 | 6 | 4:18  | 6  |

4.12: Эджзаджибаши — Азеррейл 1:3 (20:25, 22:25, 25:17, 22:25).
5.12: Модена — Уралочка-НТМК 3:2 (26:24, 26:24, 18:25, 21:25, 15:13).
10.12: Уралочка-НТМК — Эджзаджибаши 3:0 (25:22, 25:13, 25:21).
11.12: Азеррейл — Модена 3:2 (20:25, 25:16, 25:19, 19:25, 15:13).
18.12: Эджзаджибаши — Модена 2:3 (16:25, 27:25, 25:19, 21:25, 8:15).
18.12: Азеррейл — Уралочка-НТМК 2:3 (14:25, 20:25, 25:22, 25:20, 9:15).
8.01: Уралочка-НТМК — Азеррейл 3:0 (25:19, 25:16, 25:21).
9.01: Модена — Эджзаджибаши 3:1 (20:25, 25:13, 25:23, 25:19).
15.01: Эджзаджибаши — Уралочка-НТМК 0:3 (13:25, 18:25, 13:25).
16.01: Модена — Азеррейл 3:0 (25:23, 25:21, 25:21).
21.01: Уралочка-НТМК — Модена 2:3 (25:19, 21:25, 25:22, 17:25, 14:16).
21.01: Азеррейл — Эджзаджибаши 3:0 (25:17, 25:18, 25:18).

### Группа В
| М | Команда                       | 1       | 2       | 3       | 4       | И | В | П | С/П   | О  |
| - | ----------------------------- | ------- | ------- | ------- | ------- | - | - | - | ----- | -- |
| 1 | «Тенерифе Маричаль» Ла-Лагуна |         | 3:0 3:2 | 3:2 3:0 | 3:0 0:3 | 6 | 5 | 1 | 15:7  | 11 |
| 2 | «Единство» Ужице              | 0:3 2:3 |         | 3:2 1:3 | 3:2 3:0 | 6 | 3 | 3 | 12:13 | 9  |
| 3 | «Вакыфбанк Гюнеш» Стамбул     | 2:3 0:3 | 2:3 3:1 |         | 1:3 3:0 | 6 | 2 | 4 | 11:13 | 8  |
| 4 | «Левски-Сиконко» София        | 0:3 3:0 | 2:3 0:3 | 3:1 0:3 |         | 6 | 2 | 4 | 8:13  | 8  |

5.12: Единство — Вакыфбанк Гюнеш 3:2 (26:24, 25:21, 18:25, 20:25, 17:15).
5.12: Тенерифе Маричаль — Левски-Сиконко 3:0 (25:18, 25:15, 25:21).
10.12: Левски-Сиконко — Единство 2:3 (23:25, 25:22, 16:25, 25:20, 13:15).
10.12: Вакыфбанк Гюнеш — Тенерифе Маричаль 2:3 (18:25, 18:25, 25:20, 25:16, 10:15).
17.12: Левски-Сиконко — Вакыфбанк Гюнеш 3:1 (25:19, 25:18, 23:25, 28:26).
19.12: Тенерифе Маричаль — Единство 3:0 (25:16, 25:14, 25:16).
8.01: Вакыфбанк Гюнеш — Левски-Сиконко 3:0 (25:22, 25:21, 26:24).
8.01: Единство — Тенерифе Маричаль 2:3 (25:22, 19:25, 33:31, 21:25, 14:16).
15.01: Единство — Левски-Сиконко 3:0 (25:16, 25:23, 25:16).
16.01: Тенерифе Маричаль — Вакыфбанк Гюнеш 3:0 (26:24, 29:27, 25:19).
21.01: Вакыфбанк Гюнеш — Единство 3:1 (25:22, 13:25, 25:19, 25:18).
21.01: Левски-Сиконко — Тенерифе Маричаль 3:0 (26:24, 25:22, 25:23).

### Группа С
| М | Команда                     | 1       | 2       | 3       | 4       | И | В | П | С/П  | О  |
| - | --------------------------- | ------- | ------- | ------- | ------- | - | - | - | ---- | -- |
| 1 | «Нафта-Газ» Пила            |         | 3:1 0:3 | 3:0     | 3:0     | 6 | 5 | 1 | 15:4 | 11 |
| 2 | «Расинг Клуб де Канн» Канны | 3:1 0:3 |         | 3:1     | 3:0     | 6 | 5 | 1 | 16:5 | 11 |
| 3 | «Црвена Звезда» Белград     | 0:3     | 1:3     |         | 3:0 3:1 | 6 | 2 | 4 | 6:12 | 8  |
| 4 | «Младост» Загреб            | 0:3     | 0:3     | 0:3 1:3 |         | 6 | 0 | 6 | 0:18 | 6  |

4.12: Младост — Нафта-Газ 0:3 (8:25, 19:25, 17:25).
5.12: РК де Канн — Црвена Звезда 3:1 (25:14, 24:26, 25:13, 25:22).
11.12: Нафта-Газ — РК де Канн 3:1 (21:25, 25:22, 25:19, 26:24).
12.12: Црвена Звезда — Младост 3:0 (29:27, 25:21, 25:22).
18.12: Црвена Звезда — Нафта-Газ 0:3 (20:25, 23:25, 19:25).
19.12: РК де Канн — Младост 3:0 (25:14, 25:16, 25:14).
8.01: Нафта-Газ — Црвена Звезда 3:0 (25:18, 25:21, 25:17).
8.01: Младост — РК де Канн 0:3 (12:25, 15:25, 11:25).
15.01: Младост — Црвена Звезда 1:3 (25:21, 19:25, 19:25, 21:25).
15.01: РК де Канн — Нафта-Газ 3:0 (25:17, 25:15, 26:24).
21.01: Нафта-Газ — Младост 3:0 (25:21, 25:18, 25:16).
21.01: Црвена Звезда — РК де Канн 1:3 (19:25, 19:25, 25:21, 16:25).

### Группа D
| М | Команда                        | 1       | 2       | 3       | 4   | И | В | П | С/П   | О  |
| - | ------------------------------ | ------- | ------- | ------- | --- | - | - | - | ----- | -- |
| 1 | «Фоппапедретти» Бергамо        |         | 3:0     | 3:0 3:2 | 3:0 | 6 | 6 | 0 | 18:2  | 12 |
| 2 | «Универсидад де Бургос» Бургос | 0:3     |         | 3:1 2:3 | 3:0 | 6 | 3 | 3 | 11:10 | 9  |
| 3 | «Ньиредьхаза» .                | 0:3 2:3 | 1:3 3:2 |         | 3:0 | 6 | 3 | 3 | 12:11 | 9  |
| 4 | «Скра» Варшава                 | 0:3     | 0:3     | 0:3     |     | 6 | 0 | 6 | 0:18  | 6  |

4.12: Скра — Фоппапедретти 0:3 (15:25, 19:25, 18:25).
4.12: Ньиредьхаза — Универсидад де Бургос 1:3 (23:25, 25:19, 16:25, 16:25).
11.12: Универсидад де Бургос — Скра 3:0 (25:22, 25:14, 25:21).
11.12: Фоппапедретти — Ньиредьхаза 3:0 (25:18, 25:15, 25:14).
18.12: Скра — Ньиредьхаза 0:3 (20:25, 23:25, 22:25).
18.12: Фоппапедретти — Универсидад де Бургос 3:0 (25:16, 25:20, 25:14).
8.01: Ньиредьхаза — Скра 3:0 (26:24, 25:23, 25:19).
8.01: Универсидад де Бургос — Фоппапедретти 0:3 (22:25, 18:25, 23:25).
15.01: Скра — Универсидад де Бургос 0:3 (21:25, 16:25, 19:25).
15.01: Ньиредьхаза — Фоппапедретти 2:3 (25:15, 27:29, 25:16, 21:25, 11:15).
21.01: Универсидад де Бургос — Ньиредьхаза 2:3 (25:19, 18:25, 25:21, 23:25, 11:15).
21.01: Фоппапедретти — Скра 3:0 (25:19, 25:15, 25:16).

## Плей-офф
11—19.02.2003
 «Фоппапедретти» (Бергамо) —  «Единство» (Ужице)
11 февраля. 3:0 (25:11, 25:19, 25:19).
19 февраля. 2:3 (21:25, 25:23, 24:26, 25:21, 12:15).
 «Расинг Клуб де Канн» (Канны) —  «Тенерифе Маричаль» (Ла-Лагуна)
11 февраля. 3:2 (22:25, 25:23, 26:24, 30:32, 15:13).
19 февраля. 3:1 (25:19, 25:21, 21:25, 25:19).
 «Нафта-Газ» (Пила) —  «Уралочка»-НТМК (Екатеринбург)
12 февраля. 2:3 (26:24, 25:22, 12:25, 20:25, 14:16).
18 февраля. 0:3 (19:25, 21:25, 18:25).
 «Модена» (Модена) —  «Универсидад де Бургос» (Бургос)
13 февраля. 3:1 (22:25, 25:12, 25:14, 25:17).
18 февраля. 3:2 (23:25, 23:25, 25:16, 27:25, 19:17).

## Финал четырёх
15—16 марта 2003.  Пила.
Участники:
 «Расинг Клуб де Канн» (Канны)

 «Уралочка»-НТМК (Екатеринбург) 

 «Фоппапедретти» (Бергамо)

 «Модена»

### Полуфинал
15 марта
 «Уралочка»-НТМК —  «Фоппапедретти»
3:1 (25:11, 25:15, 24:26, 25:19)
 «Расинг Клуб де Канн» —  «Модена»
3:2 (25:22, 29:27, 21:25, 16:25, 17:15)

### Матч за 3-е место
16 марта
 «Фоппапедретти» —  «Модена»
3:1 (25:20, 23:25, 25:21, 25:20)

### Финал
| 16 марта 2003 | \| «Расинг Клуб де Канн» (Канны) \| 3:2 \| «Уралочка»-НТМК (Екатеринбург) \| \| Карин Салинас (3) Мао Цзулань Катержина Букова (11) Рийкка Лехтонен (19) Эрна Бринкман (7) Виктория Равва (25) Александра Фомина (либеро) Чжан Юэхун (9) Олеся Кулакова Андреа Сеглова \| Голы \| Наталья Сафронова (25) Ольга Чуканова (7) Елизавета Тищенко (8) Екатерина Гамова (28) Елена Плотникова (10) Анастасия Беликова (4) Марина Шешенина Ольга Фатеева (1) \| | Пила «Мосир» Зрителей: 1475 |
| Счёт по партиям — 17:25, 26:24, 29:27, 25:22. Время матча — 1 час 35 минут. Судьи: Ярмо Салонен, Пини Шафир.                                                                           | | |
| «Расинг Клуб де Канн» (Канны) | 3:2 | «Уралочка»-НТМК (Екатеринбург) |
| Карин Салинас (3) Мао Цзулань Катержина Букова (11) Рийкка Лехтонен (19) Эрна Бринкман (7) Виктория Равва (25) Александра Фомина (либеро) Чжан Юэхун (9) Олеся Кулакова Андреа Сеглова | Голы | Наталья Сафронова (25) Ольга Чуканова (7) Елизавета Тищенко (8) Екатерина Гамова (28) Елена Плотникова (10) Анастасия Беликова (4) Марина Шешенина Ольга Фатеева (1) |

### Итоги

#### Положение команд
| «Расинг Клуб де Канн» (Канны)  |
| «Уралочка-НТМК» (Екатеринбург) |
| «Фоппапедретти» (Бергамо)      |
| 4. «Модена» (Модена)           |

#### Призёры
«Расинг Клуб де Канн» (Канны): Лауре Кёниг, Андреа Сеглова, Катержина Букова, Эрна Бринкман, Мао Цзулань, Рийкка Лехтонен, Олеся Кулакова, Чжан Юэхун, Александра Фомина, Карин Салинас, Виктория Равва. Главный тренер — Янь Фан.
  «Уралочка-НТМК» (Екатеринбург): Ирина Тебенихина, Александра Ларина, Анастасия Беликова, Наталья Сафронова, Елизавета Тищенко, Ольга Чуканова, Екатерина Гамова, Марина Шешенина, Ольга Фатеева, Елена Плотникова, Елена Сенникова, Наталья Голубенко. Главный тренер — Николай Карполь.
  «Фоппапедретти» (Бергамо): Гиоргия Балделли, Драгана Маринкович, Катажина Гуйска, Любовь Соколова, Кармен Турля, Мауриция Каччатори, Ваня Берьола, Хизер Боун, Паола Паджи, Франческа Пиччинини, Елена Николич. Главный тренер — Марио Ди Пьетро.

#### Индивидуальные призы
MVP: Виктория Равва («РК де Канн»)
Лучшая нападающая: Наталья Сафронова («Уралочка»-НТМК)
Лучшая связующая: Карин Салинас («РК де Канн»)
Лучшая в защите: Александра Фомина («РК де Канн»)
Лучшая на приёме: Ваня Берьола («Фоппапедретти»)
Самая результативная: Екатерина Гамова («Уралочка»-НТМК)